# Lavalette (Aude)
Lavalette település Franciaországban, Aude megyében. Lakosainak száma 1572 fő (2022. január 1.). Lavalette Alairac, Carcassonne, Caux-et-Sauzens és Roullens községekkel határos.

## Népesség
A település népességének változása:
| Lakosok száma | 317  | 617  | 919  | 1204 | 1444 | 1506 | 1499 | 1513 | 1517 | 1572 |
|               | 1968 | 1982 | 1990 | 2006 | 2013 | 2015 | 2017 | 2019 | 2020 | 2022 |